# Ena Gregory
Ena Gregory (Sídney, Nueva Gales del Sur; 18 de abril de 1906-Laguna Beach, California; 13 de junio de 1993) fue una actriz cinematográfica australiana.

## Carrera cinematográfica
En Australia Gregory era conocida como una estrella infantil del teatro de vodevil. Su primera experiencia en la pantalla llegó a los cuatro años de edad cuando apareció en brazos de su madre en un gentío que recibía a un grupo de dignatarios británicos.
Firmó un contrato con Universal Pictures en 1921, con el fin de interpretar papeles de ingenua. También trabajó para los estudios Hal Roach y para First National Pictures. Con todos ellos pasó cinco años realizando papeles cómicos. En 1924 era la protagonista femenina de la Independent Pictures Corporation. Fue elegida como una de las WAMPAS Baby Stars en 1925.
La carrera cinematográfica de Gregory se inició con cortos cómicos como The Bull Thrower (1920), Lion's Jaws and Kitten's Paws (1920), y The Whizbang (1921). Tras rodar The Calgary Stampede (1925) y The Chip of the Flying U (1926), con Hoot Gibson, fue promovida para ser la protagonista femenina de dos películas de Jack Hoxie.

## Cambio de nombre

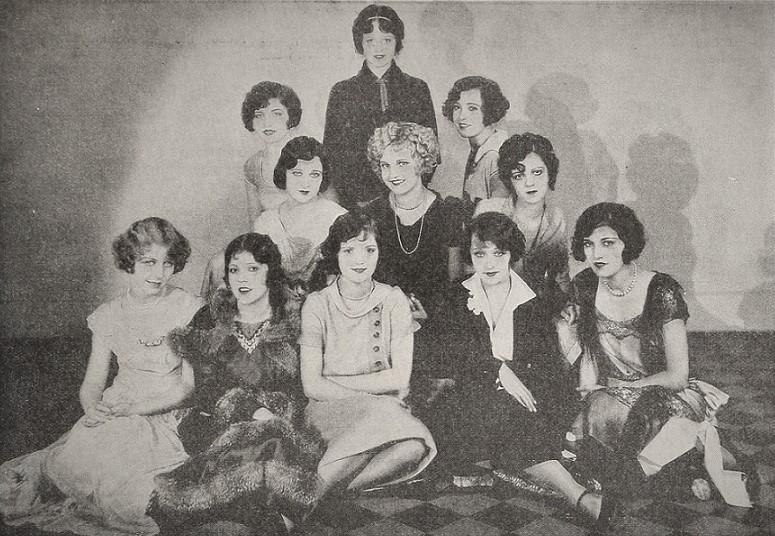
Ena Gregory junto a las actrices infantiles June Marlowe, Evelyn Pierce, Lola Todd, Dorothy Revier, Joan Meredith, Violet La Plante, Olive Borden, Betty Arlen, Duane Thompson y Natalie Joyce (1925).

Al no conseguir Gregory llegar al estrellato a causa de una enfermedad, entre otros motivos, consultó a un vidente de Hollywood llamado Dareos. Él sugirió que usara un nuevo nombre, combinando las sílabas de Mary Pickford y de Douglas Fairbanks. El resultado fue Marian Douglas. Su primera película usando este nombre fue The Shepherd of the Hills (1928). Gregory siguió rodando como Marion Douglas hasta 1931. Sus últimas películas son Twisted Tales (1931), Three Wise Clucks (1931), Aloha (1931), y Beach Pajamas (1931).

## Vida personal
En octubre de 1927 inició los trámites para hacerse ciudadana de los Estados Unidos. 
Gregory estuvo casada con el director cinematográfico Albert S. Rogell, de quien se divorció en agosto de 1934. Posteriormente, el 5 de noviembre de 1937, se casó con Frank Nolan. La pareja se divorció en julio de 1939.
Ena Gregory falleció en Laguna Beach, California en 1993.